# Maxillaria praetexta
Maxillaria praetexta är en orkidéart som beskrevs av Heinrich Gustav Reichenbach. Maxillaria praetexta ingår i släktet Maxillaria och familjen orkidéer. Inga underarter finns listade i Catalogue of Life.